# Robert D. Cabana
Robert Donald „Bob“ Cabana (* 23. Januar 1949 in Minneapolis, Minnesota) ist ein ehemaliger US-amerikanischer Astronaut und Manager der NASA.
Cabana erhielt 1971 einen Bachelor in Mathematik von der United States Naval Academy und trat danach ins United States Marine Corps ein. Nach Stationierungen als Marineflieger in North Carolina und Iwakuni (Japan) kehrte er 1975 nach Pensacola (Florida) zurück, wo seine Ausbildung begonnen hatte, und erhielt im September 1976 seine Pilotenlizenz. Er besuchte die Naval Test Pilot School auf der Naval Air Station Patuxent River in Maryland und erhielt 1981 seine Qualifikation zum Testpiloten. Anschließend wurde er auf dem Naval Air Test Center eingesetzt, das sich ebenfalls auf dem Patuxent-River-Stützpunkt befindet. Vor seiner Auswahl zum Astronauten arbeitete er als Assistant Operations Officer wieder im japanischen Iwakuni. Im August 2000 schied Cabana aus dem U.S. Marine Corps aus.

## Astronautentätigkeit
Cabana wurde im Juni 1985 von der NASA als Astronautenanwärter ausgewählt. Nach seiner Ausbildung als Shuttlepilot wurde er bis November 1986 als Softwarekoordinator für das Space Shuttle eingesetzt. Danach arbeitete er zweieinhalb Jahre als stellvertretender Leiter der Aircraft Operations am Johnson Space Center (JSC). Anschließend war er im Shuttle Avionics Integration Laboratory (SAIL) und als Verbindungssprecher (CAPCOM) bei Shuttle-Missionen tätig.
Von 1994 bis 1997 war Cabana Leiter des Astronautenbüros.

### STS-41
Am 6. Oktober 1990 startete Cabana als Pilot der Raumfähre Discovery zu seinem ersten Flug ins All. Während dieser Mission wurde die bis dahin schwerste Nutzlast, die Raumsonde Ulysses, ausgesetzt. Ulysses ist ein Gemeinschaftsprojekt der NASA und der ESA zur Erforschung der Sonne.

### STS-53
Am 2. Dezember 1992 flog Cabana erneut mit der Raumfähre Discovery in den Weltraum. Diese Mission wurde im Auftrag des US-Verteidigungsministeriums mit einer geheimen Nutzlast durchgeführt.

### STS-65
Für die Mission „International Microgravity Laboratory“ (IML-2) flog er als Kommandant mit der Raumfähre Columbia am 8. Juli 1994 in den Weltraum. 82 Experimente aus den Bereichen Biologie und Materialwissenschaften standen während des 15-tägigen Spacelab-Fluges auf dem Programm. Am 23. Juli landete er am Kennedy Space Center in Florida.

### STS-88

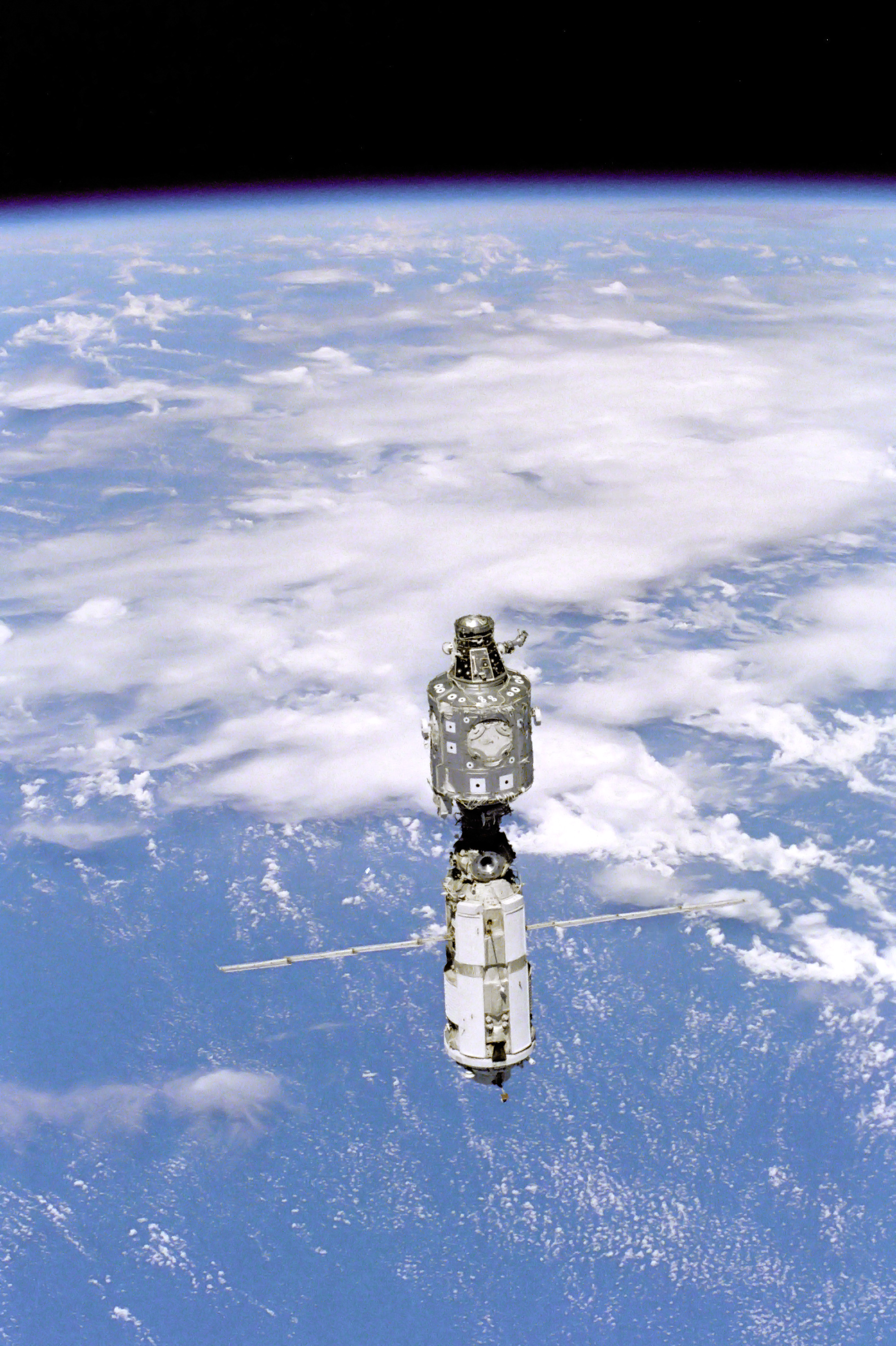
Die ISS nach STS-88: oben Unity, darunter das Sarja-Modul

Bei seinem letzten Raumflug leitete Cabana am 4. Dezember 1998 als Kommandant der Raumfähre Endeavour den ersten Shuttleflug zur ISS. Aufgabe dieser Mission war es, das zweite Teilstück der Internationalen Raumstation (ISS), den US-amerikanischen Verbindungsknoten Unity, mit dem ersten, schon im All befindlichen russischen Modul Sarja zu verbinden und damit die Raumstation in Betrieb zu nehmen. Bei drei Außenbordeinsätzen (EVA) wurden das neue Modul und andere Hardware montiert. Daneben wurden die Satelliten Mighty Sat 1 (US Air Force) und SAC-A (Argentinien) ausgesetzt.

## Managertätigkeit bei der NASA
Nach seinem letzten Raumflug im Dezember 1998 arbeitete Cabana als stellvertretender Direktor des sogenannten Flight Crew Operations Directorate, das über die Mannschaftszusammenstellung der einzelnen Missionen entscheidet. Im Oktober 1999 kam er zum Programm für die ISS. Von August 2001 bis September 2002 war er im Rahmen des Human Space Flight Programms in Russland, wo er als Ansprechpartner der NASA für die russischen Raumfahrtbehörden fungierte.
Nach seiner Rückkehr war Cabana kurz stellvertretender Leiter des ISS-Programms und ab November 2002 bis März 2004 Direktor des Flight Crew Operations Directorate. Im April 2004 schied Cabana aus dem Astronautenkorps aus. Anschließend übernahm er als stellvertretender Direktor des JSC ein neues Aufgabengebiet. Im Oktober 2007 übernahm er die Leitung der NASA-Testeinrichtung John C. Stennis Space Center. Vom 26. Oktober 2008 bis zum 17. Mai 2021 war Cabana Leiter des Kennedy Space Center.

## Privates
Robert Cabana und seine Frau Nancy haben drei Kinder.